# Eretmocerus californicus
Eretmocerus californicus är en stekelart som beskrevs av Howard 1895. Eretmocerus californicus ingår i släktet Eretmocerus och familjen växtlussteklar.
Artens utbredningsområde är:
- Kuba.
- Egypten.
- Tyskland.
- Italien.
- Israel.
- Peru.
- Polen.
- Malta.
- Spanien.

Inga underarter finns listade i Catalogue of Life.